# ホホ地方
ホホ地方（Hhohho Region）は、エスワティニの北西部にある地方の1つである。人口は320,651人（2017年国勢調査）で、面積は3,569km2である。地方の中心地は、首都であるムババーネである。

## 隣接行政区画
北は南アフリカ共和国ムプマランガ州、南東でルボンボ地方と、南西でマンジニ地方と接している。

## 郡
ホホ地方は、15の郡（Inkhundla（単数形）、Tinkhundla（複数形））に区分される。人口値は2007年国勢調査。
1. Hhukwini - 177.59km2	 、9,837人
2. ロバンバ（Lobamba） - 112.21km2、25,968人
3. Madlangempisi - 311.58km2、16,972人
4. Mayiwane - 184.75km2、15,120人
5. 東ムババーネ（Mbabane East） - 36.07km2、36,792人
6. 西ムババーネ（Mbabane West） - 45.69km2、23,489人
7. Mhlangatane - 277.04km2、22,421人
8. Motjane - 314.40km2、30,890人
9. Mphalaleni - 574.20km2、19,454人
10. Ndzingeni - 290.55km2、19,115人
11. Nkhaba - 465.16km2、15,704人
12. Ntfonjeni - 271.99km2、21,142人
13. ピッグズ・ピーク（Pigg's Peak） - 476.76km2、17,359人
14. Timphisini - 87.18km2、8,471人
15. Siphocosini（2018年1月設置[4]）

### その他の都市
- ヌグウェニャ